# Synagogue Ramban

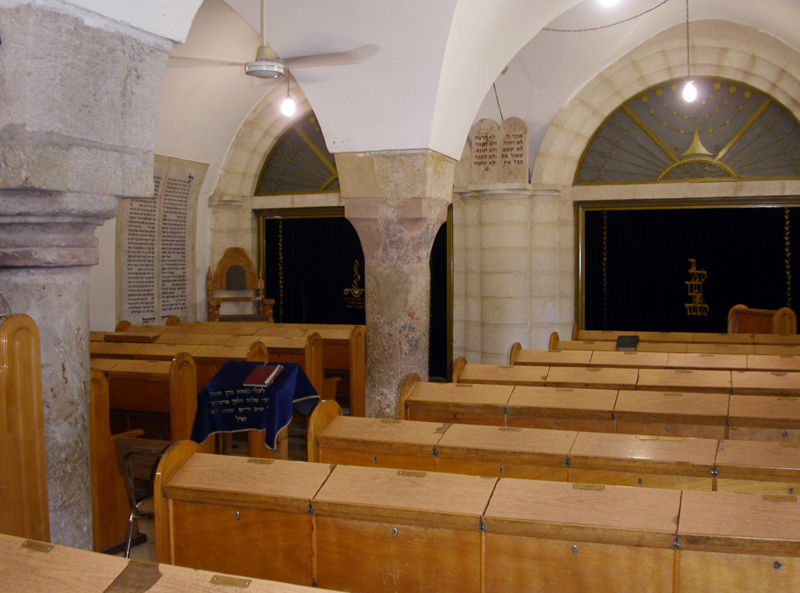
L'intérieur vouté de la synagogue Ramban

La synagogue Ramban est la deuxième plus vieille synagogue en activité de la vieille ville de Jérusalem après la synagogue karaïte Anan Ben David. Sa construction est attribuée à Moïse Nahmanide dit Ramban, en 1267, mais son identification fait encore l'objet de plusieurs objections. Elle se situe Rehov Ha-Yehudim (rue des Juifs) dans le quartier juif.

## Description
La synagogue est située trois mètres en dessous du niveau de la rue afin de se conformer aux restrictions imposées par les musulmans aux édifices religieux des dhimmi (non-musulmans), de ne pas être plus hauts que les mosquées.
Le bâtiment consiste en des salles voûtées, reposant sur des chapiteaux romans et byzantins. L'absence d'éléments architecturaux gothiques ou islamiques suggère que la construction du bâtiment original est antérieure aux croisades (1099-1244).  

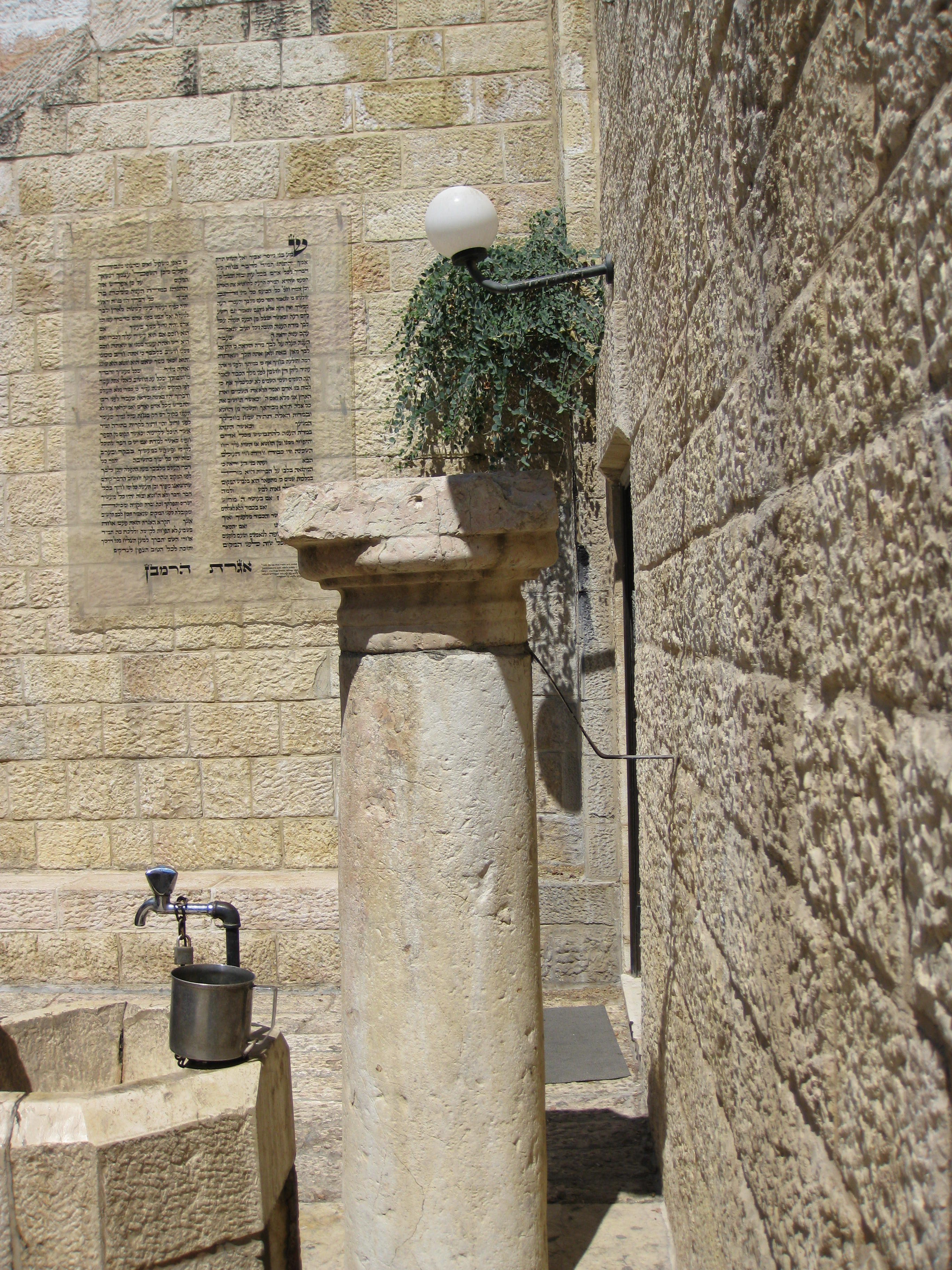
La cour de la synagogue Ramban avec le puits et la colonne

La salle de prière a la forme d'un rectangle allongé, relativement étroit, orienté d'est en ouest. Du côté de la porte d'entrée sur la rue des Juifs, se trouvent plusieurs pièces pour la prière (Shtiebel), et pour des cours. Ces pièces ne faisaient pas partie de la synagogue originale, mais servaient plutôt d'entrepôts, et ont été rattachées plus tard à la synagogue. Une petite cour avec un puits profond est contiguë au bâtiment côté sud.
La salle de prière est divisée en deux sur toute sa longueur par quatre colonnes soutenant la voûte du plafond. Il semble qu'une autre colonne située au milieu de la salle ait été retirée pour laisser place à l'estrade, et que ce soit celle que l'on retrouve debout dans la cour. Ces colonnes de style dorique, proviennent certainement du Cardo (ancienne voie romaine), située à proximité  et ont été positionnées à l'envers. 

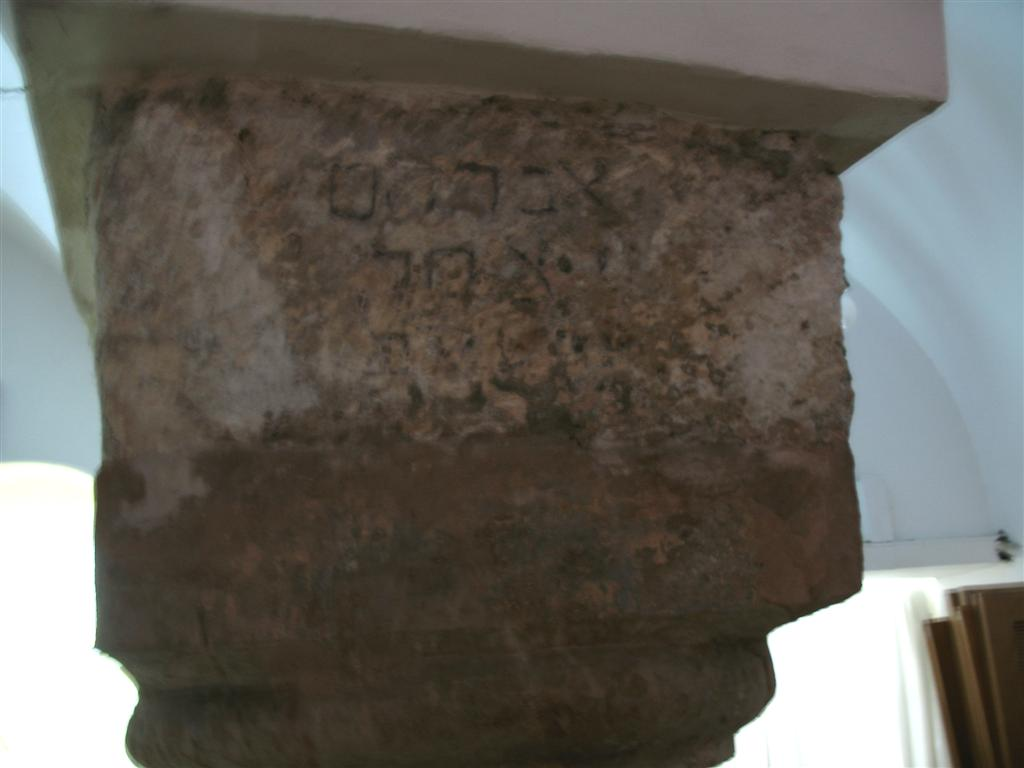
Noms des patriarches Abraham, Isaac et jacob gravés sur une colonne

Sur le mur est sont situées deux Arches Saintes, qui ont été aménagées à l'époque où les musulmans contrôlaient Jérusalem, et imposaient qu'un Coran soit installé dans l'arche, ce qui était impensable pour les Juifs. La solution acceptée par tous, y compris par le gouvernement qui désirait le calme et une paix relative, fut de construire une autre arche où fut déposé un Coran.
La pièce ne dispose que de peu d'ouvertures ce qui donne une ambiance assez sombre la plupart du temps.  
Pendant la rénovation de la synagogue, on a retrouvé, gravés sur une des colonnes, les noms des trois patriarches Abraham, Isaac et Jacob. La date de ces inscriptions est inconnue, mais est probablement antérieure à la fermeture de la synagogue au XVIe siècle.

## Historique

### XIIIesiècle: fondation de la synagogue
Après la disputation de Barcelone, Nahmanide est contraint à 70 ans de s'exiler et quitte sa ville natale de Gérone en Espagne pour s'installer en 1267 à Acre en Eretz Israel, ville, à l'époque, encore détenue par les croisés. 
Lors d'une visite de Jérusalem, il envoie une lettre à son fils David lui décrivant l'état de la ville et de la communauté juive dévastée par les guerres des croisades (notamment lors du pillage de la ville en 1244 par les Khwarezmiens) : 
« De nombreux lieux sont laissés à l'abandon et grande est la profanation. Plus l'endroit est sacré et plus grande est la dévastation qu'il a subie. Jérusalem est l'endroit le plus désolé de tout… On trouve dix hommes qui se réunissent le chabbat et qui prient dans leur maison… Même dans sa destruction, c'est une terre extrêmement bonne.  »
À 72 ans, il décide alors de rassembler la communauté juive et choisit une maison en ruine sur le mont Sion pour la transformer en synagogue. De nombreux Juifs qui avaient quitté la ville retourne à Jérusalem à l'annonce de son arrivée. Les rouleaux de Torah qui avaient été évacués à Shechem avant l'arrivée des croisés sont ramenés. La synagogue est prête pour les offices de Roch Hachana en moins de trois semaines. 
«  Et nous avons trouvé une maison en ruine avec des colonnes et un dôme magnifique, et nous l'avons prise pour en faire une synagogue, car elle était sans propriétaire et tous ceux qui veulent des ruines peuvent les prendre. Et nous nous sommes portés volontaires pour la réparation de la maison, et avons déjà commencé son pignon. Nous avons fait venir de Shechem les rouleaux de Torah qui étaient auparavant à Jérusalem et les avons placés dans la synagogue et nous allons prier pour que beaucoup de gens viennent à Jérusalem de Damas, d'Égypte, et de toutes les régions du pays pour voir le temple et pleurer. »
On a actuellement aucune preuve tangible permettant de certifier que la synagogue connue actuellement sous le nom de "synagogue Ramban" soit bien celle fondée par Ramban.

### XVesiècle: la période mamelouk
Selon les documents du tribunal de la charia de Jérusalem, le bâtiment de la synagogue a été acheté le 25 mars 1425 dans la cour Ashkenazim (cour des Allemands), sous la période mamelouk. 
En 1488, le rabbin Ovadia ben Abraham de Bertinoro se rend à Jérusalem et envoie une lettre à son père dans laquelle il décrit la "synagogue"Ramban" de Jérusalem:
« La synagogue de Jérusalem est construite au-dessus de piliers et est longue, étroite et sombre. Il n'y a pas de lumière sauf l'entrée, et à l'intérieur, on trouve un puits à eau.  »

### XVIesiècle: fermeture de la synagogue
Attenant au bâtiment de la synagogue, se trouve actuellement la mosquée Sidna Omar qui possède un minaret datant du XIVe siècle. D'après le témoignage du rabbin Ovadia ben Abraham, la présence de la mosquée est à l'origine de la fermeture de la synagogue :  
« La maison d'à côté appartenait à un Juif, qui à la suite d'un différend et d'une bagarre avec ses coreligionnaires, s'est converti à l'Islam. Sa mère furieuse contre les Juifs décide de consacrer sa maison, située dans le jardin de la synagogue, à l'idolâtrie des Ismaélites et d'en faire une mosquée pour se venger des Juifs.  »
Cet événement entraîne toute une série de harcèlements de la part des musulmans fréquentant la mosquée, qui réussissent en 1474 à faire fermer la synagogue et de nombreux oratoires juifs. Mais un an plus tard, le sultan mamelouk Kaitbei autorise la réouverture de la synagogue. 
En 1586, la synagogue est fermée définitivement sur ordre du gouvernement turc de Jérusalem sous le motif que le bâtiment viole les décrets d'Omar, interdisant l'édification de synagogues, et d'églises à Jérusalem. 
Par la suite, les communautés séfarades vont établir leur centre dans un lieu adjacent où l'académie appartenant au tanna Yoḥanan ben Zakkaï devait se tenir lors de la période du Second Temple. C'est l'endroit où se trouvent actuellement les quatre synagogues séfarades.

### XVIIesiècle: utilisation de la synagogue comme entrepôt
Au XVIIe siècle, la synagogue est restaurée par les Juifs, mais il leur est interdit de l'utiliser comme lieu de prière et de réunion. Le bâtiment est alors utilisé comme entrepôt.  

### XXesiècle: destruction et réouverture de la synagogue
La dirigeant sioniste Rachel Ben-Zvi (1896-1986) qui émigre en 1908 en Palestine, à l'époque sous contrôle ottoman, visite l'endroit avant la Seconde Guerre mondiale et écrit dans ses mémoires: « la synagogue, nous avons failli ne pas la reconnaître, car elle servait alors d'usine de production de fromages. »   
Après la guerre israélo-arabe de 1948, les accords d'armistice israélo-arabes de 1949 accordent la vieille ville de Jérusalem à la Jordanie. Le bâtiment de la synagogue est alors détruit par la Légion arabe. 
Quand, après la guerre des Six Jours, en 1967, Israël annexe la vieille ville de Jérusalem, il est décidé de reconstruire la même année la synagogue Ramban après des fouilles archéologiques rapides, afin de pouvoir fêter les 700 ans de la fondation de la synagogue en 1267 par Ramban.  
Après sa restauration, la synagogue devient la principale synagogue du quartier juif et le restera tant que les autres synagogues n'auront pas été restaurées ou reconstruites. Avigor Nebenzahl est nommé rabbin de la synagogue. Bien que la configuration de la synagogue soit typiquement ashkénaze, les offices se déroulent selon différents rites en fonction de l'officiant à l'exception des chabbats et des fêtes où le rite est ashkénaze, les séfarades se rendant dans l'une des quatre synagogues séfarades voisines.